# Samantha Henry-Robinson
Samantha Henry-Robinson (* 25. September 1988 in Kingston) ist eine jamaikanische Sprinterin.
Bei den Olympischen Spielen 2012 in London wurde sie im Vorlauf der 4-mal-100-Meter-Staffel eingesetzt und trug so zum Gewinn der Silbermedaille durch das jamaikanische Team bei.
2014 siegte sie beim Leichtathletik-Weltcup in Marrakesch mit der Amerika-Stafette. Bei den Panamerikanischen Spielen 2015 in Toronto gewann sie Silber mit der jamaikanischen 4-mal-100-Meter-Stafette.

## Persönliche Bestzeiten
- 60 m (Halle): 7,18 s, New York City
- 100 m: 11,00 s, 26. April 2014, Clermont
- 200 m: 22,77 s, Kingston
  - Halle: 23,01 s, 1. März 2008, Fayetteville